# Bébé part en vadrouille
Pour plus de détails, voir Fiche technique et Distribution.
Bébé part en vadrouille ou Les Aventures de bébé au Québec (Baby's Day Out) est un film américain réalisé par Patrick Read Johnson, sorti en 1994.

## Synopsis
À neuf mois, Bébé Bink, qui fait la fierté de ses richissimes parents, est enlevé par les trois malfrats les plus ringards de la ville. Ceux-ci sont sûrs de leur coup, jusqu'au moment où Bébé Bink échappe à leur surveillance et se retrouve livré à lui-même. Poursuivi par les trois gangsters, il va vivre des aventures aussi folles que dans son livre préféré !

## Fiche technique
- Titre français : Bébé part en vadrouille
- Titre original : Baby's Day Out
- Titre québécois : Les Aventures de bébé
- Réalisation : Patrick Read Johnson
- Scénario : John Hughes
- Musique : Bruce Broughton
- Photographie : Thomas E. Ackerman
- Montage : David Rawlins
- Production : John Hughes & Richard Vane
- Sociétés de production : 20th Century Fox & Hughes Entertainment
- Société de distribution : 20th Century Fox
- Pays :  États-Unis
- Langue : Anglais
- Format : Couleur - Dolby Digital - DTS - 35 mm - 1.85:1
- Genre : Comédie
- Durée : 99 min
- Budget : 48 000 000 $ (estimation)
- Date de sortie :
  - États-Unis : 1er juillet 1994
  - France : 26 octobre 1994

## Distribution
- Joe Mantegna (VF : José Luccioni ; VQ : Jean-Marie Moncelet) : Eddie
- Lara Flynn Boyle (VF : Anne Rondeleux) : Laraine Cotwell
- Joe Pantoliano (VF : Thierry Ragueneau ; VQ : Luis de Cespedes) : Norby
- Brian Haley (en) (VF : Jean-Michel Farcy ; VQ : Benoit Rousseau) : Veeko
- Cynthia Nixon : Gilbertine
- Fred Dalton Thompson (VF : Sady Rebbot ; VQ : Ronald France) : L'agent du FBI Dale Grissom
- Matthew Glave (VF : Renaud Marx ; VQ : Gilbert Lachance) : Bennington Cotwell
- John Neville : M. Andrews
- Anna Thomson (VF : Isabelle Ganz) : Mme McCray
- Jacob Joseph Worton / Adam Robert Worton : Bébé Bink
- Eddie Bracken : Le vieux vétéran
- Robin Baber (VF : Denise Metmer) : La grosse dame du bus
- Mike Starr (VF : Pascal Renwick) : Jojo Ducky (non crédité)

Sources et légende: Version française (VF) sur RS Doublage Version québécoise (VQ) sur Doublage Québec

## Adaptation

Logo du jeu vidéo annulé

Un jeu vidéo adapté du film dont le système de jeu rappelle un peu celui de Lemmings aurait dû sortir en 1994 sur Mega Drive mais a été annulé. Le bébé n'était contrôlé qu'indirectement et devait être guidé par le joueur jusqu'à la fin du niveau. Le projet était développé par Designer Software et aurait du être édité par Hi-Tech Enterprises.